# Serge Pialat
Pas d'image ? Cliquez ici

a Compétitions nationales et continentales officielles uniquement.

b Matchs officiels uniquement.
Serge Pialat, né le 19 mai 1941 à Cavaillon, est un joueur de rugby à XIII international français évoluant au poste de pilier dans les années 1960 et 1970.

## Biographie
Il joue au sein du club du SU Cavaillon de nombreuses années avec lequel il prend part au Championnat de France. Fort de ses performances en club, il côtoie l'équipe de France et compte une sélection officielle le 4 mars 1967 affrontant la Grande-Bretagne pour une victoire 23-13.

### Détails en sélection
| 1. | 4 mars 1967 | Grande-Bretagne | 23-13 | Test-match | Pilier | - | - | - | - |